# Rosie the Riveter
Rosie the Riveter (в превод Роузи Нитовачката) е популярна американска културна икона, символизираща 6-те милиона жени, които работят в оръжейната индустрия на САЩ по време на Втората световна война, тъй като мъжете са на фронта. Тя се превръща в културен символ и признак на икономическа мощ.
През 1943 година Джей Хауърд Милър създава плаката „Можем“ (We Can Do It!), който символизира силата на жената. Първоначалното му намерение не е да създава образа на Rosie the Riveter, но с течение на годините той става известен под това име. Милър създава плаката от снимка на Наоми Паркър (26 август 1921 – 20 януари 2018).